# アベガー
アベガーとは、安倍政権やその首班であった安倍晋三に対し、主にTwitterなどのSNS上で過激に批判する勢力及び個人を意味するインターネットスラングである。アベノセイダーズともいう。

## 概要
SNSなどのインターネット上で、あらゆる事象を「安倍が悪い」と安倍晋三個人と安倍政権への批判に結びつけ過激な批判的言動を行う人たちを揶揄したのが語源で、「ガー」という雑音のような語感が受けてインターネット上で広まった。
評論家の八幡和郎は、2018年（平成30年）頃にはアベガー、アベノセイダーズによるまともな議論をせずに、ただヒステリックな言動で相手を攻撃する風潮がテロ行為につながることを懸念していた。
実業家の堀江貴文は2022年（令和4年）7月8日に発生した安倍晋三銃撃事件に関して、「反省すべきはネット上に無数にいたアベガー達だよな。そいつらに犯人は洗脳されてたようなもんだ」とネットの影響力もあると持論をつづった。
元大阪府知事で弁護士の橋下徹は2022年（令和4年）7月11日にフジテレビのめざまし8に出演し、安倍晋三銃撃事件について、安倍晋三に対してのデマや度を超えた批判を行い、ネット上に安倍晋三に対して『命を奪ってもいいじゃないか』という言説があふれ返っている状況を作り出したアベガーを非難し、ネット社会の表現の自由が犯罪を誘発する危険性を指摘した。

## 評価
- ジャーナリストで、2010年から2012年まで内閣官房内閣広報室内閣審議官も務めた下村健一は2020年の毎日新聞の記事で、第2次安倍晋三政権下では批判的な意見を「ガー」視し、議論を軽視する空気が作られたとしている[2]。
- アメリカ合衆国カリフォルニア州弁護士のケント・ギルバートは、安倍が死亡してもなお安倍を揶揄したり批判する「いわゆる『アベガー』」の言動を批判的に論じている[6]。